# لروی میسون
لروی میسون (انگلیسی: LeRoy Mason; ۲ ژوئیهٔ ۱۹۰۳ – ۱۳ اکتبر ۱۹۴۷) هنرپیشه اهل ایالات متحده آمریکا بود.
از فیلم‌ها یا برنامه‌های تلویزیونی که وی در آن نقش داشته است می‌توان به فرشته و راهزن، دره رنگین‌کمان، وایکینگ و زمانی برای کشتن اشاره کرد.